# سكوت دونز
سكوت دونز (بالإنجليزية: Scott Downs)‏ هو لاعب كرة قاعدة أمريكي، ولد في 17 مارس 1976 في لويفيل في الولايات المتحدة.

## وصلات خارجية
- سكوت دونز على موقع دوري كرة القاعدة الرئيسي (الإنجليزية)
- سكوت دونز على موقعبيزبول رفرنس.كوم (الدوري الرئيسي) (الإنجليزية)
- سكوت دونز على موقعبيزبول رفرنس.كوم (الدوري الثانوي) (الإنجليزية)
- سكوت دونز على موقع إي إس بي إن.كوم (أم.أل.بي) (الإنجليزية)
- سكوت دونز على موقع مشجعي الرسوم البيانية (الإنجليزية)